# Rugby 10
Rugby 10 – odmiana rugby wywodzący się z rugby XV o niemal identycznych zasadach. Powstała w Malezji – inaczej niż pozostałe odmiany, które wywodzą się z Europy. Jest bardzo popularna w tamtym regionie Azji – od 1967 nieprzerwanie rozgrywany jest turniej Cobra 10’s.

## Zasady
Na boisku znajduje się jednocześnie 20 zawodników, po 10 w każdej drużynie. Piłka o owalnym kształcie może być podawana ręką w kierunku przeciwnym niż natarcie lub nogą podawana w dowolną stronę, obowiązuje jednak zasada „spalonego”. Jeśli piłka została kopnięta zgodnie z kierunkiem natarcia, zawodnik nie może dotknąć piłki jeżeli w momencie kopu nie stał za osobą kopiącą piłkę. Celem gry jest przyłożenie piłki na polu punktowym przeciwnika bądź wkopnięcie piłki nad poprzeczkę i między słupki piłki po uprzednim jej odbiciu od ziemi (tzw. „drop-goal”). Jeśli w trakcie gry piłka zostanie wypuszczona do przodu, sędzia odgwizduje młyn. W młynie każda drużyna reprezentowana jest przez 5 zawodników którzy wiążą młyn i walczą o odzyskanie posiadania piłki, piłkę do tej formacji wrzuca zawodnik drużyny która nie popełniła przewinienia. Czas gry: zazwyczaj 2x10 minut.

## Charakterystyka rozgrywek
Rugby 10 jest często stosowane jako etap przejściowy i przygotowawczy pomiędzy Rugby 7 a Rugby XV, zazwyczaj pozwala lepiej wyszkolić formację młyna. Ligi Rugby 10 są rzadko spotykane, najczęściej są to turnieje jedno lub kilkudniowe gdzie oprócz rywalizacji duży nacisk kładziony jest na integrację środowiska.

## Rugby 10 w Polsce
Rugby 10 ma swoje rozgrywki również w Polsce, np. Warsaw Rugby Festiwal.